# Barbara Morgenstern (Musikerin)

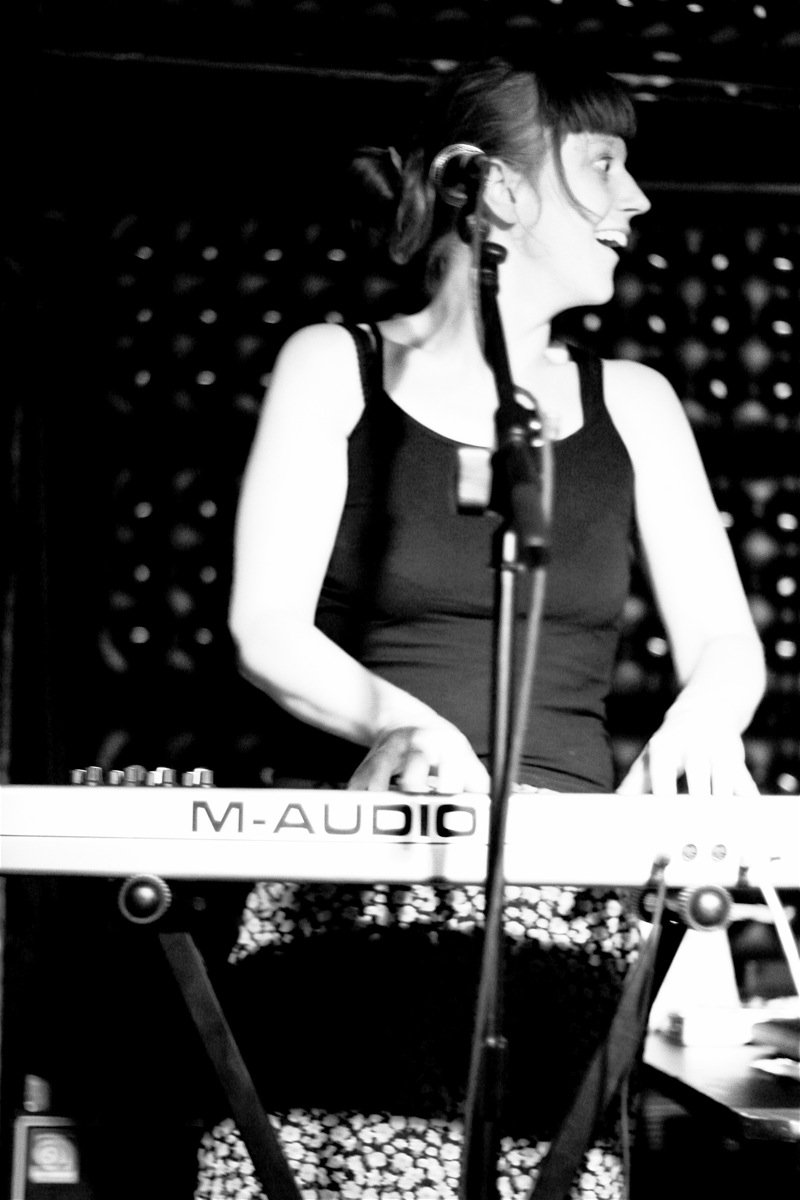
Barbara Morgenstern (2006)

Barbara Morgenstern (* 19. März 1971 in Hagen) ist eine deutsche Komponistin, Sängerin, Chorleiterin, Keyboarderin und Musikproduzentin.

## Leben
Barbara Morgenstern bezeichnet sich selbst als Autodidaktin. Nach Klavierunterricht als Kind und Jazzunterricht an der Hagener Jugendmusikschule spielte sie als Jugendliche in einer Band. Sie entschloss sich 1991, nach Abschluss ihrer Schulzeit am Ernst-Meister-Gymnasium in Hagen-Haspe, Musikerin zu werden.
Von 1992 bis 1994 lebte sie in Hamburg und war dort als Musikerin tätig, mit eigener Musik und als Sängerin in einer A-cappella-Gruppe. An der Hamburger Hochschule nahm sie an einem sechswöchigen Popularmusikkurs teil.
1994 zog sie nach Berlin um, wo sie zunächst als Keyboarderin in einer Band spielte und sich ab 1996 auf ihre eigene, insbesondere elektronische Musik, konzentrierte.
2003/2004 wurde Morgenstern vom Goethe-Institut gemeinsam mit Maximilian Hecker zu einer Welttournee mit 33 Stationen eingeladen.
In der Folgezeit arbeitete sie mit Stefan Schneider und Robert Lippok von To Rococo Rot zusammen.
Ab 2004 spielte Morgenstern mit Stefan Schneider und Paul Wirkus in der Band September Collective.
Im Jahr 2008 erschien Morgensterns fünftes Album bm, diesmal weniger elektronisch, dafür orchestral. Im enthaltenen Stück Come to Berlin wird ein pessimistisches Bild der momentanen Stadtentwicklung Berlins gezeichnet. 2011 veröffentlichte Morgenstern eine Coverversion des Prince-Songs Sign o’ the Times.
Die Alben Fan No. 2, Sweet Silence und Doppelstern folgten. Doppelstern ist ein Kollaborationsalbum mit Gudrun Gut, Justus Köhncke, T. Raumschmiere, Lucrecia Dalt, Tonia Reeh, Corey Dargel, Hauschka, Richard Davis, Jacaszek, Coppe und Julia Kent.
Unschuld und Verwüstung (2018) war ihre erste Veröffentlichung auf Staatsakt. Hauptbestandteile des Albums sind Harmonium, Piano, Gesang, Elektronik und Saxophon.

### Chor
Von 2007 bis 2021 leitete sie am Haus der Kulturen der Welt / Berlin mit Philipp Neumann den „Chor der Kulturen der Welt“. Sie komponierte und arrangierte für den Chor und kuratierte das musikalische Programm in Zusammenarbeit mit dem HKW.
Zusammenarbeiten im Rahmen der Chorleitung fanden statt mit: Matthew Herberts & Brexit Big Band, Arto Lindsay, Van Dyke Parks, Harmonia, Fatima Al Qadiri, Roedelius, September Collective, The Meridian Brothers, Ari Benjamin Meyers, Hauschka u. a.

### Theater
Seit 2012 arbeitet Morgenstern regelmäßig mit der Theatergruppe Rimini Protokoll zusammen. In den vergangenen Produktionen trat Barbara Morgenstern sowohl als Live-Performerin als auch als Komponistin und musikalische Leiterin in Erscheinung.
Die Produktionen „Chinchilla Arschloch, waswas.“ und „All right. Good night.“, an denen Morgenstern als Komponistin beteiligt war, wurden zum Berliner Theatertreffen eingeladen.
Mit dem Performance-Kollektiv Showcase Beat le Mot entstand 2020 das Stück „Die Schwarze Mühle“ nach Jurij Brězans gleichnamigem Roman.

### Dokumentarfilm
2024 wurde der Dokumentarfilm Barbara Morgenstern und die Liebe zur Sache von Sabine Herpich veröffentlicht.

## Diskografie
- 1997: Enter the Partyzone (Tape, Hausfrau im Schacht (Wohnzimmer-Mailorder-Vertrieb aus Berlin))
- 1997: Plastikreport (Mini-CD, mit Michael Muehlhaus, Klub der guten Hoffnung (Label aus Hannover))
- 1998: Vermona ET 6–1 (CD, Monika Enterprise (Gudrun Gut))
- 1999: Fan No.1 (Remix-EP, Monika Enterprise; mit Remixen von Console & Heimtrainer, Robert Lippok, Schlammpeitziger, Michael Muehlhaus und Jo Tabu)
- 2000: Fjorden (Album, Monika Enterprise)
- 2001: Eine Verabredung (Instrumental-EP, Monika Enterprise)
- 2002: Series 500 (EP, mit Robert Lippok, Geographic / Domino)
- 2003: Nichts Muss (Album, Monika Enterprise / Labels)
- 2005: Tesri (Album, mit Robert Lippok, Monika Enterprise)
- 2006: The Operator (Single, Monika Enterprise)
- 2006: The Grass Is Always Greener (Album, Monika Enterprise)
- 2008: Come to Berlin (Single, Monika Enterprise)
- 2008: BM (Album, Monika Enterprise)
- 2010: Fan No.2 (Album, Monika Enterprise)
- 2012: Sweet Silence (Album, Monika Enterprise)
- 2015: Doppelstern (Album, Monika Enterprise)
- 2018: Unschuld und Verwüstung (Album, Staatsakt)
- 2024: In anderem Licht (Album, Staatsakt)

mit September Collective
- 2004: September Collective (Album, Geographic / Domino)
- 2007: All the Birds Were Anarchists (Album, Mosz Records)
- 2009: Always Breathing Monster (Album, Mosz Records)

## Theaterproduktionen
- 2012: Lagos Business Angels / Rimini Protokoll[22]
- 2014: Qualitätskontrolle / Rimini Protokoll[23]
- 2016: Brain Projekts / Rimini Protokoll[24]
- 2018: Do´s & Dont´s / Rimini Protokoll[25]
- 2019: Chinchilla Arschloch, was was / Rimini Protokoll
- 2020: Die Schwarze Mühle / Showcase Beat le Mot[26]
- 2021: All right. Good night. / Rimini Protokoll[27]
- 2023: Der Kauakasische Kreidekreis / Rimini Protokoll / Salzburger Festpiele[28]
- 2024: Ever Given / Rimini Protokoll / Volkstheater Wien[29]